# Михаил Довгаљук
Михаил Џаванширович Довгаљук (рус. Михаил Джаванширович Довгалюк; Москва, 3. јун 1995) руски је пливач чија специјалност је пливање слободним стилом углавном на деоницама од 200 метара. Вишеструки је национални првак, учесник светских првенстава и Олимпијских игара.

## Каријера
Први наступ на међународној сцени Довгаљук је имао током августа месеца 2011. на Светском јуниорском првенству које се одржало у перуанској престоници Лими. Као најмлађи члан мушког дела руске репрезентације, у Лими је Довгаљук наступио у тркама на 200 и 400 метара слободним стилом, а иако заузимањем 12, односно 13. позиције у квалификацијама није успео да се пласира у финала, у обе дисциплине испливао је личне рекорде.
Четири године касније дебитовао је на сениорском светском првенству чији домаћин је био руски град Казањ, а где је пливао у квалификацијама и у финалу штафетне трке на 4×200 слободно (руска штафета је у финалу заузела 4. место). 
На националном првенству одржаном током априла месеца 2016. Довгаљук је трку на 200 метара слободним стилом испливао у времену од 1:47,83 минута, што му је било довољно тек за четврто место и самим тим није успео да се избори за наступ на предстојећим ЛОИ у Рио де Жанеиру у тој дисциплини. Међутим селектор руске пливачке репрезентације уврстио га је на списак такмичара у штафетној трци на 4×200 метара слободно. Руска штафета, за коју су у финалу олимпијског турнира поред Довгаљука пливали још и Данила Изотов, Александар Красних и Никита Лобинцев, заузела је укупно 5. место. Пар месеци касније учестовао је и на Светском првенству у малим базенима у канадском Виндзору где је као члан штафете 4×200 слободно освојио златну медаљу, што је била његова прва велика медаља на највећим такмичењима. 
Запажене резултате остварио је и на светском првенству у Будимпешти 2017. где је наступио у две дисциплине, и у обе успео да се пласира у финала. Прво је у трци на 200 слободно заузео 7. место са временом од 1:46,02 минута, а потом је као члан штафете 4×200 слободно, за коју је пливао и у квалификацијама и у финалу, освојио сребрну медаљу. 
Током 2018. наступио је на два велика такмичења. Прво је на Европском првенству у Глазгову освојио медаље у све три дисциплине у којима се такмичио, да би потом на Светском првенству у малим базенима у Хангџоуу освојио сребрну медаљу у трци штафета на 4×200 слободно.
На светском првенству у корејском Квангџуу 2019. је наступио у две дисциплине. Прво је у појединачној трци на 200 слободно заузео 12. место у полуфиналу и није успео да се пласира у финале, да би потом као члан штафете на 4×200 слободно освојио сребрну медаљу.